# Olševa
Il monte Olševa (in sloveno: Olševa o Govešca) con 1.929 m s.l.m. è una cima della catena montuosa delle Caravanche Orientali. È situato nel comune di Črna na Koroškem in Slovenia, nella regione della Carinzia in Slovenia.